# الکساندر ماترینوویچ
الکساندر ماترینوویچ (بلاروسی: Аляксандр Уладзiмiравiч Мартыновіч؛ زادهٔ ۲۶ اوت ۱۹۸۷) بازیکن فوتبال اهل بلاروس است.
از باشگاه‌هایی که در آن بازی کرده‌است می‌توان به باشگاه فوتبال دینامو مینسک، باشگاه فوتبال اورال یکاترینبورگ، باشگاه فوتبال روبین کازان، و باشگاه فوتبال کراسنودار اشاره کرد.
وی همچنین در تیم‌های ملی فوتبال  زیر ۲۱ سال بلاروس و بلاروس بازی کرده‌است.